# Ken Hodges
Kenneth „Ken“ Hodges (* 24. Oktober 1922 in London-Blackheath, Vereinigtes Königreich; † Juni 1993 in London, ebenda) war ein britischer Kameramann.

## Leben und Wirken
Kenneth Hodges begann seine berufliche Tätigkeit 1938 bei den Nettlefold Studios, wo er mit diversen untergeordneten Tätigkeiten betraut wurde. Während des Zweiten Weltkriegs wurde er zur Royal Air Force eingezogen und deren Filmeinheit zugeteilt. Nach dem Kriegsdienst kehrte Hodges, wieder im Zivilleben, 1946 zum Kinofilm zurück, arbeitete anfänglich als Kameraassistent (z. B. bei Die kleine Ballerina, Die Weber von Bankdam und Symbol des Glücks, alle drei 1947) und war ab 1949 als einfacher Kameramann an Filmen wie Miss Robin Hood, Laxdale Hall (beides 1952), An der Straßenecke (Street Corner, 1953), The Angel Who Pawned Her Harp, The Love Match (beides 1954) und an dem Kurzfilm On the Twelfth Day (1956) beteiligt.
1958 debütierte Ken Hodges bei einem Horrorfilm als Chefkameramann. Abgesehen von einigen routinierten A-Produktionen Ende der 1960er Jahre (Minirock und Kronjuwelen, Die verschlossene Tür, Geheimauftrag K, Die Spur führt nach Soho und David Copperfield), fotografierte Hodges meist zweitklassige Billigfilme, zuletzt, in den 1970er Jahren, nur noch von der Kritik kaum beachtete Sexkomödien und Lustspiele.
Ken Hodges hat ab 1956 bis zu seinem Karriereende bis 1980 auch intensiv für das (Serien-)Fernsehen gearbeitet.

## Filmografie
als Chefkameramann beim Kinofilm, wenn nicht anders angegeben
- 1956: The Buccaneers (Fernsehserie)
- 1957: Der Maler von Florenz (Sword of Freedom, Fernsehserie)
- 1958: Das Ungeheuer von Loch Ness (Behemoth, the Sea Monster)
- 1958: Faces in the Dark
- 1959: Desert Mice
- 1959: Tödliches Wissen (Danger Tomorrow)
- 1960: Das Schwert des Robin Hood (The Sword of Sherwood Forest)
- 1960: The Gentle Trap
- 1960: Ticket to Paradise
- 1961: A Weekend With Lulu
- 1961: Hair of the Dog
- 1961: Freedom to Die
- 1962: Dead Man’s Evidence
- 1962: Der Mörder mit den gelben Handschuhen (Two-Letter Alibi)
- 1963: It’s All Happening
- 1963: Die Karriere des Chick B. (The Comedy Man)
- 1964: Geheimauftrag für John Drake (Fernsehserie, zwei Folgen)
- 1965: The Great St. Trinian’s Train Robbery
- 1966: Minirock und Kronjuwelen (The Jokers)
- 1966: Die verschlossene Tür (The Shuttered Room)
- 1967: Geheimauftrag K (Assignment K)
- 1967: Inadmissable Evidence
- 1968: Negatives
- 1968: Die Spur führt nach Soho (The File of the Golden Goose)
- 1969: David Copperfield
- 1970:  Haferbrei macht sexy (Every Home Should Have One)
- 1970: Tod im Teufelsgrund (Assault)
- 1971: The Ruling Class
- 1971: Revenge
- 1972: Die tödliche Vision (Baffled!)
- 1973: Bitte keinen Sex, wir sind Briten (No Sex Please, We’re British)
- 1973: Penny Gold
- 1974: Das Geheimnis der Wendeltreppe (The Spiral Staircase)
- 1974: Professor Popper’s Problems (Serie)
- 1975: Feelings
- 1976: Das Mädchen aus dem Weltraum (Stars Maidens, Fernsehserie)
- 1976: Confessions of a Driving Constructor
- 1976: Stand Up Virgin Soldiers
- 1977: Confessions From a Holiday Camp
- 1978: The Odd Job
- 1980: The Shillingbury Tales (Fernsehfilm)